# محمد دهقان
محمد دهقان ( (بالفارسية: محمد دهقان) من مواليد يناير 1963) هو سياسي إيراني، وهو حاليًا عضو في مجلس الشورى الإسلامي من حي تشناران وطرقبه وشانديز. كما كان نائبًا لرئيس مجلس النواب بالوكالة في مايو 2016. وكان رئيس حملة محمد باقر قاليباف الرئاسية لعام 2017 .